# Коровки–Вольські
Коровки–Вольські, Вольські (пол. Korowka-Wolski, рос. Коровка-Вольские) — козацько-старшинський рід.  

## Походження
Рід Вольських (Коровка-Вольських) мав давнє шляхетське походження, проте через брак відомостей неможливо визначити до якої саме з численних шляхетських родин з таким прізвищем він відносився.
Одна з представниць роду Вольських — Катерина була одружена з племінником П. Тетері Василем Михайловичем Іскрицьким, а їх донька Уляна стала в 1690 р. дружиною Д. Апостола. І. Виговський у 1660 р. згадував свого військового суддю Вольського, який вийшов із полону після «Задніпровського погрому» і прибився до нього. 
Найвідомішим представником роду був Григорій Карпович Коробка-Вольський (також Карпенко; середина — 2-га половина 17 ст.), який обіймав найвищі посади в гетьманській адміністрації: батуринського сотника (1669–72), генерального хорунжого (1672–76), чигиринського полковника і гетьмана наказного (1676–78), стародубського полковника (1678–81), київського полковника (1682–84, 1690).
Його син Федір — київський полковник (1708-11), наказний гетьман (1708-09).
Рід Коробок-Вольських згас на початку XVIII ст.

## Опис герба
Щит: хрест, поставлений на півмісяці і обтяжений на рогах двома зірками (Сас зм.).

## Родова схема
Карп (жив в п. пол. XVII ст.)
- Григорій Карпович Коровка-Вольський (Карпенко) (*сер. XVII ст. — †після 1705) ∞ NN (*? — †?) ∞ Євгенія Василівна Радченко (*? — †до 1695)[4]
  - Ігнат Григорович (*? — †1697)
  - Федір Григорович (*? — †1712) ∞ Марія Криштофорівна (*? — †до 1712)
  - NN Григорівна (*? — †?)[5]

На синах Григорій Карповича перервся рід Коровок-Вольських. В розпис не включена його онука Параскева Іванівна через брак відомостей:
На сыновьях полковника Григория Коровки мужское поколение этого рода пресеклось, как это видно из универсала 1712 г., в котором читаем: |  | По зейстю з сего света покойных Григория Карповича и сына его Федора Григорьевича Волских, бывших полковников Киевских, позосталися добра, до яких немаш иншого близшого поссесора и сукцессора, кроме п. Данила Семеновича (Карпеки), значного товарища, и жены его Параскевии Ивановны, которая есть внучкою помянутого небожчика старого Волского | [...] почему имения Вольских и отданы были Карпеке. Не имея свидетельств о том, что у Григория Коровки был еще третий сын Иван, я не решился включить Прасковию Ивановну в роспись и предположил, что она была внучкой его по женской линии, может быть – дочерью его дочери, упоминаемой в 1678 г.— Модзалевський В.Л. Малоросійский родословник. Том 2